# Vendelín Opatrný

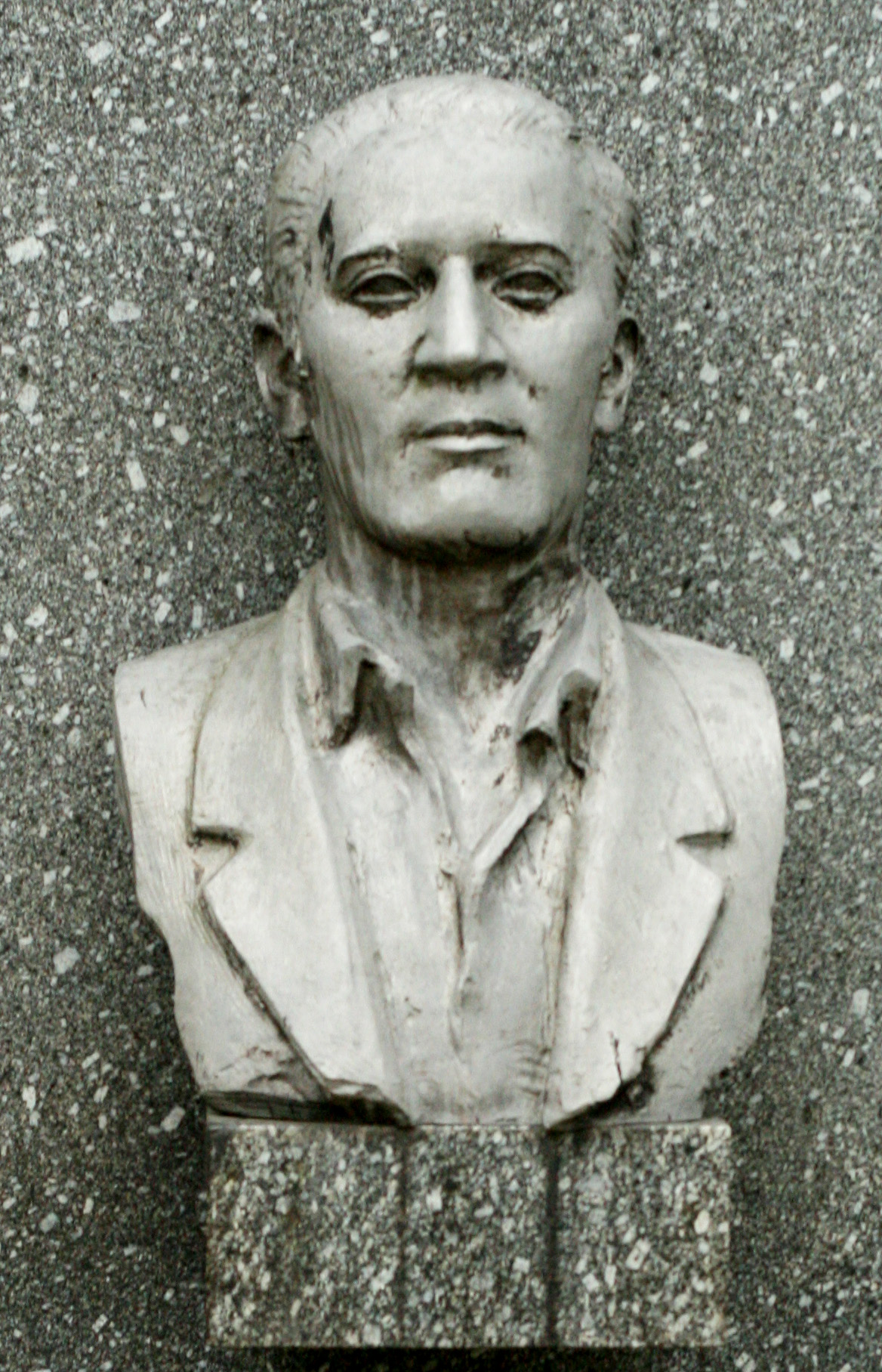
Busta Vendelína Opatrného v Aleji hrdinů na dukelském bojišti

Vendelín Opatrný (10. března 1908 Týniště nad Orlicí – 2. listopadu 1944 u osady Korejovce) byl československý velitel, který padl při bojích o Dukelský průsmyk.

## Život
V mládí – jako syn nemajetného hrnčíře – byl ovlivněn mládežnickým hnutím, později se stal členem komunistické strany. Byl také šerifem v trampské osadě nedaleko rodného města.
V listopadu 1936 odešel bojovat jako interbrigadista do Španělska. Zde byl politickým komisařem v první československé jednotce, četě Klement Gottwald. Zúčastnil se mnoha bojů, byl dekorován šesti vyznamenáními a získal hodnost nadporučíka.
Domů se vrátil v srpnu 1938, po německé okupaci odešel v srpnu 1939 do Polska, po vypuknutí války a porážce Polska uprchl do Sovětského svazu. V SSSR pracoval v Čeljabinském traktorovém závodu.
V únoru 1942 se přihlásil do vznikající československé jednotky a jako vojín v kulometné rotě prošel výcvikem v Buzuluku. Školu pro důstojníky v záloze absolvoval Novochopersku. Zúčastnil se bitvy u Sokolova a za odvahu v boji byl povýšen na četaře. V řadách československé jednotky dále bojoval např. v bitvě o Kyjev, u Bílé Cerekve a na Dukle. Padl při bojových operacích u Dukelského průsmyku, na hranici Československa, jako velitel kulometné roty v hodnosti poručíka. V boji o kótu 481 u osady Korejovce bylo velitelské stanoviště zasaženo německou minou a Vendelín Opatrný zemřel na místě po zásahu střepinou do hlavy.
Za hrdinství v boji byl mnohokrát vyznamenán.

## Vyznamenání a ocenění
| Československý válečný kříž 1939              | Československý válečný kříž 1939 , udělen 1944                  |
| Československý válečný kříž 1939              | Československý válečný kříž 1939 , udělen 1944                  |
| Řád rudé hvězdy                               | Řád rudé hvězdy, udělen 1944                                    |
| Sokolovská pamětní medaile                    | Sokolovská pamětní medaile, in memoriam 1948                    |
| Hrdina Československé socialistické republiky | Hrdina Československé socialistické republiky, in memoriam 1969 |
| Řád Bílého lva za vítězství                   | Řád Bílého lva za vítězství, hvězda 1. stupně, in memoriam 1970 |
| Československý válečný kříž 1939              | Československý válečný kříž 1939 , in memoriam                  |
| Československý válečný kříž 1939              | Československý válečný kříž 1939 , in memoriam                  |
| Řád vlastenecké války                         | Řád vlastenecké války, 1. stupně, in memoriam                   |

- in memoriam povýšen do hodnosti kapitána
- v rodném Týništi má pamětní desku
- v Aleji hrdinů na Dukle[7] je umístěna jeho busta od slovenského sochaře Jána Kulicha